# 久米精一
久米 精一（くめ せいいち、1897年（明治30年）12月18日 - 1949年（昭和24年）11月16日）は、日本の陸軍軍人。最終階級は陸軍少将。

## 経歴
香川県出身。丸亀中学校（現香川県立丸亀高等学校）を経て、1919年（大正8年）5月、陸軍士官学校（31期）を卒業。同年12月、砲兵少尉に任官し山砲兵第11連隊付となる。1931年（昭和6年）11月、陸軍大学校（43期）を卒業し山砲兵第11連隊中隊長となる。
陸軍省軍務局付勤務、軍務局課員（防備課）、陸軍省兵務局課員、航空兵団参謀を務め、1938年（昭和13年）3月、兵科を航空兵に転科し航空兵中佐となる。1939年（昭和14年）9月、第3飛行集団参謀に発令され日中戦争に出征。1940年（昭和15年）3月、飛行第16戦隊長に転じ、同年8月、陸軍大佐に進んだ。陸軍挺進練習部長を経て、1941年（昭和16年）12月、第1挺進団長となり太平洋戦争に出征。パレンバン空挺作戦を指揮した。1942年（昭和17年）4月、陸軍挺進練習部長に再任され、1944年（昭和19年）8月、陸軍少将に昇進し航空輸送部長に就任。1945年（昭和20年）4月、機動打撃師団の第209師団長（加越部隊）となり、本土決戦に備え金沢付近で展開し終戦を迎えた。
1947年（昭和22年）11月28日、公職追放仮指定を受けた。

## 関連文献
- 全日本空挺同志会編『空挺部隊写真集』戦史刊行会、1982年。
- 田中賢一『ああ純白の花負いてー陸軍落下傘部隊戦記ー』学陽書房、1972年。
- 石井正紀『石油人たちの太平洋戦争－戦争は石油に始まり石油に終わったー』光人社、1991年。
- 『歴史と旅 帝国陸軍将軍総覧』秋田書店、1990年。
- 『完本 太平洋戦争（一）』文芸春秋、1994年。
- 『プレジデント 特集 日本陸軍の名リーダー』プレジデント社、1985。